# アンリ・トレスカ
アンリ・トレスカ（Henri Édouard Tresca, 1814年10月12日 - 1885年6月21日）はフランスの工学者である。材料力学の分野でトレスカの降伏条件で知られる。
ダンケルクに生まれた。フランス国立工芸院の教授を務めた。弾性理論と永久変形の分野の先駆者で、1864年から一連の重要な実験をおこない、トレスカの降伏条件の発見者となった。1875年には国際度量衡局のためにメートル原器の設計者となった。1882年にアメリカ機械学会(ASME)の名誉会員に選ばれた。

## トレスカの降伏条件

主応力空間上のトレスカの降伏条件（六角柱）とミーゼスの降伏条件（静水圧軸からの距離が一定の円筒）

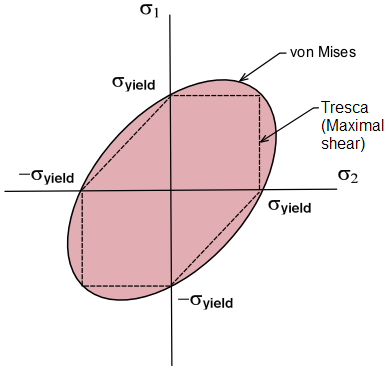
トレスカの降伏条件とフォン・ミーゼスの降伏条件の比較

トレスカは、材料に作用する最大せん断応力値が限界に達すると降伏するとした（最大せん断応力説）。
最大主応力をσ1、最小主応力をσ3（{\displaystyle \sigma _{1}\geq \sigma _{2}\geq \sigma _{3}}）とすると、最大せん断応力τmaxは次式で表される。
{\displaystyle \tau _{max}={\frac {1}{2}}(\sigma _{1}-\sigma _{3})}
ここで次式で定義される相当応力をトレスカ応力σTrescaとよぶ。
{\displaystyle \sigma _{Tresca}=2\tau _{max}=\sigma _{1}-\sigma _{3}}
材料の降伏応力をσYとすると、降伏するときの最大せん断応力値は
{\displaystyle \tau _{max}={\frac {\sigma _{Y}}{2}}}
であり、降伏条件は以下の通りとなる。
{\displaystyle \sigma _{Tresca}\geq \sigma _{Y}}
塑性変形の発生のための最大せん断応力は
{\displaystyle \ \sigma _{tresca}=\sigma _{1}-\sigma _{3}>\sigma _{max}}
トレスカの降伏条件は主応力空間上で六角柱となる（曲面の内側で弾性変形、曲面上で降伏、曲面の外側で塑性変形）。
σ1-σ2平面（{\displaystyle \sigma _{3}=0}）では左図のようになり、ミーゼスの降伏条件（せん断ひずみエネルギー説）より安全側であることから、評価基準としてよく利用される。